# Construccions de pedra seca II (les Borges Blanques)
Les Construccions de pedra seca II és una obra de les Borges Blanques (Garrigues) inclosa a l'Inventari del Patrimoni Arquitectònic de Catalunya.

## Descripció
Cabana de vinya, encarada cap a l'est, de volta tapada degut a la seva alçada. Té un altell al seu interior fet de canyís que era utilitzat com a pallissa, també hi ha una menjadora per animals, una llar de foc a terra, armaris i diversos compartiments separats per lloses posades de cantell.
Està coberta amb lloses de pedres, la volta s'ha fet per aproximació de filades. A l'exterior, cap a la dreta, hi ha un gran contrafort i al marge esquerre, la porta d'entrada que a la llinda hi té gravada la data de 1856.